# Dietrich von Brühl
Dietrich Graf von Brühl, né le 1er décembre 1925 à Königsberg, mort le 13 novembre 2010 à Vienne est un diplomate allemand .

## Biographie
Dietrich von Brühl a été enrôlé dans la Wehrmacht pendant la Seconde Guerre mondiale et a combattu à partir de 1943 dans le Panzerregiment 2, qui faisait partie de la 16e Panzerdivision. Il a ensuite raconté son expérience dans une brochure non datée intitulée Radomice oder der Untergang des Panzerregiments 2 [« Radomice ou la chute du Panzer-Regiment 2 »].
Brühl est ensuite entré au Service des affaires étrangères (de). Il a été conseiller de légation (de) à l'ambassade à Accra (de), a travaillé dans les ambassades à Londres et Bruxelles (de) et a été chargé de mission à l'ambassade d'Allemagne à Varsovie (de).
De 1986 à 1990, il a été ambassadeur d'Allemagne en Autriche (de),. Au moment du démantèlement de la RDA, il est le premier ambassadeur de l'Allemagne réunifiée à Vienne,,. Dans ce cadre, il est présent lorsque Hans-Dietrich Genscher, Ministre fédéral des Affaires étrangères allemand, donne un discours le 30 septembre 1989 à Prague où il indique que la RDA permet aux réfugiés est-allemands présents dans les ambassades de la RFA à émigrer librement en RFA. Il est remplacé à ce poste par Philipp Jenninger.
En 1990, Brühl a été nommé officier de l'ordre du Mérite de la République fédérale d'Allemagne pour ses « activités culturelles transfrontalières » et a reçu la Grand-Croix d'or de l'Ordre du Mérite autrichien.
Il est le petit-fils de Friedrich-Franz von Brühl (de) (1848-1911) et le fils de Georg Graf von Brühl (1882-1976). L'auteur Christine von Brühl (de) est sa fille.
Il était membre de l'association étudiante catholique KStV Tuiskonia-Monasteria Münster.
En 2002, il donne une interview à l'Imperial War Museum dans laquelle il relate ses activités militaires durant la Seconde Guerre mondiale.

## Publications
- (de) Radomice oder der Untergang des Panzerregiments 2 [« Radomice ou la chute du Panzer-Regiment 2 »], Niederndorf, s.d. [1994], 40 p.
- (de) Dietrich Graf Brühl et Manfried Rauchensteiner (de) (éd.), Aufbruch in eine neue Zeit : 1989 im Rückblick, Wien, Heeresgeschichtliches Museum, 2000, 114 p. (OCLC 49531887)

## Distinctions
- Croix d'officier de l'ordre du Mérite (1990)
- Grand-croix d'or de l'ordre du Mérite (1990)